# Blackout (албум)
 је пети студијски албум америчке певачице Бритни Спирс. Издат је 26. октобра 2007. године. Албум је у свету продао 3,1 милион копија. “М + М Tour” је турнеја која је рекламирала албум. 

## Списак песама
1. „“ (Nate Hills, James Washington, Keri Hilson, Marcella Araica)  - 4:11
2. „“ - 3:32
3. „“ - 3:49
4. „“ - 3:16
5. „“ - 4:52
6. „“ - 4:45
7. „“ - 2:55*
8. „“ - 3:22
9. „“ - 3:17
10. „“ - 3:28
11. „“ ( - 3:02
12. „“ - 3:10